# 石田美穂子
石田ミホコ（本名：石田美穂子〈いしだ みほこ〉、1982年6月19日 - ）は、神奈川県出身の元女子サッカー選手、現サッカー指導者、歌手。ニッパツ横浜FCシーガルズ監督。身長160cm。選手時代の登録ポジションはミッドフィールダーだがフォワードでの出場も多い。2009年シーズンまで日本女子サッカーリーグ（なでしこリーグ）のジェフユナイテッド市原・千葉レディースに所属していた。アーティストネームは石田ミホコ。

## 来歴

### サッカー
小学校で男子チームにてサッカーを始め、中学や高校では日テレ・メニーナ（日テレ・ベレーザの下部組織）に所属していた。
武蔵丘短期大学2年時、チームのロンドン遠征でアーセナルLFCとトレーニングマッチで対戦し、帰国後アーセナルから大学へオファーが届いた。卒業後の2003年から1年間、アーセナルに所属。
2005年の帰国後は一時音楽活動を優先したが、2006年にジェフユナイテッド市原・千葉レディースに入団。当時はディビジョン2（2部リーグ）だったが、2009年にはディビジョン1（1部）昇格を果たした。自身初の日本のトップリーグ挑戦で、石田は開幕戦のINACレオネッサ戦で決めた2ゴールを含む8得点を挙げ、チームの1部残留に貢献すると共に、自身も同年5月のサッカー日本女子代表（なでしこジャパン）合宿に際して「なでしこチャレンジ」の一員として参加し、同年のオールスターゲームにも出場した。
2010年1月15日、ジェフユナイテッド市原・千葉レディースを2009年限りで退団することが発表され、これを機にサッカー選手としては第一線から退いた。
2017年よりサッカー指導者へ。
東京国際大学女子サッカー部にてコーチを２年間務め、2019年からはスフィーダ世田谷FCのトップチームコーチを務める。
2022年1月7日、ニッパツ横浜FCシーガルズ ヘッドコーチに就任。
2023年1月13日、シーガルズの監督に就任した。

### 音楽
高校時代にバンドを結成し、文化祭でボーカルとして参加。それをきっかけに音楽活動もはじめ、3年生のころには県大会で準優勝を果たした。アーセナルLFC留学中、現地でプロサッカー選手とミュージシャンの兼業を勧められ、男性3人とロックバンド「GUNNERS（ガンナーズ）」を結成し、東京都内の六本木などでライブ活動も行っていった。
ジェフ・レディース所属2年目の2007年、自作曲『一番星』が全日本大学女子サッカー選手権大会のイメージソングに起用され、2008年4月にテイチクエンタテインメントと契約。元JUDY AND MARYのTAKUYAプロデュースにより、同年7月2日に『一番星』でメジャーデビューが決まった。同年7月29日に東京・国立競技場で行われた女子代表の北京オリンピック壮行試合で試合前の国歌独唱を行い、現役サッカー選手としては初めてと紹介された。
2009年4月22日、3rdシングルとしてELLEGARDENのジターバグをカバーした曲が発売された。彼女が試合前のアップ時などに聞いていたお気に入りの曲で本人の希望もありカバーが決まった。同年11月28日には4曲目のシングルとして、1992年リリースのGAOの「サヨナラ」をカバーし、レコチョクなどでのネット限定配信を開始した。
トップリーグのスポーツ選手と本職のミュージシャン（アーティスト）の両立はマスメディアから注目され、新聞やテレビなどでもたびたび紹介された。
2011年1月1日の第32回全日本女子サッカー選手権大会決勝にて国歌独唱。同年6月1日に配信限定シングル「愛...KING」（テレビアニメーション「トリコ」 挿入歌）、7月29日に配信限定シングル「Chance!」、12月8日に配信限定EP「ここからすべては始まる」をリリース。
2012年5月19日の有明コロシアムにて行われたbjリーグ2011-2012プレイオフセミファイナルにて、国家独唱とミニライブを行った。同年8月19日にお台場合衆国2012「THE NEXT! Moving SHOW!」にてミニライブを行い、なでしこジャパンの主将・宮間あやの応援歌『君という花』を作ったことを明らかにした。同年10月19日に配信限定シングル「チクチク虫」（映画「女子カメラ」主題歌）をリリース。
2013年4月10日にミニアルバム「Do It Girls！」をリリース。同年4月29日に行われた日比谷野外大音楽堂でのイベントSHOW-YAプロデュース 「NAON NO YAON」に出演（2015年-summer、2016年、2017年にも同イベントに出演）。同年6月1日に行われた宮古島ミュージックコンベンションに出演（2016年、2017年にも同イベントに出演）
2015年、全日本ハンドボール選手権 男女決勝戦それぞれにて国歌独唱。
ミュージシャン・ヨースケ@HOMEは高校時代の同級生。
現在は高校時代の同級生の立見暁と「Run Night Garden」として音楽配信をメインに楽曲制作や発表を行っている。

## 個人成績 (サッカー)
| 国内大会個人成績 | 国内大会個人成績                       | 国内大会個人成績 | 国内大会個人成績 | 国内大会個人成績 | 国内大会個人成績 | 国内大会個人成績 | 国内大会個人成績 | 国内大会個人成績 | 国内大会個人成績 | 国内大会個人成績 | 国内大会個人成績 |
| 年度             | クラブ                                 | 背番号           | リーグ           | リーグ戦         | リーグ戦         | リーグ杯         | リーグ杯         | オープン杯       | オープン杯       | 期間通算         | 期間通算         |
| 年度             | クラブ                                 | 背番号           | リーグ           | 出場             | 得点             | 出場             | 得点             | 出場             | 得点             | 出場             | 得点             |
| 日本             | 日本                                   | 日本             | 日本             | リーグ戦         | リーグ戦         | リーグ杯         | リーグ杯         | 皇后杯           | 皇后杯           | 期間通算         | 期間通算         |
| ---------------- | -------------------------------------- | ---------------- | ---------------- | ---------------- | ---------------- | ---------------- | ---------------- | ---------------- | ---------------- | ---------------- | ---------------- |
| 2006             | ジェフユナイテッド市原・千葉レディース | 9                | なでしこ Div.2   | 19               | 15               | -                | -                | 2                | 1                | 21               | 16               |
| 2007             | ジェフユナイテッド市原・千葉レディース | 9                | なでしこ Div.2   | 20               | 13               | 1                | 0                | 2                | 0                | 23               | 13               |
| 2008             | ジェフユナイテッド市原・千葉レディース | 9                | なでしこ Div.2   | 14               | 11               | -                | -                | 2                | 2                | 16               | 13               |
| 2009             | ジェフユナイテッド市原・千葉レディース | 9                | なでしこ Div.1   | 20               | 8                | -                | -                | 1                | 0                | 21               | 8                |
| 通算             | 日本                                   | 日本             | 1部              | 20               | 8                | 0                | 0                | 1                | 0                | 21               | 8                |
| 通算             | 日本                                   | 日本             | 2部              | 53               | 39               | 1                | 0                | 6                | 3                | 60               | 42               |
| 総通算           | 総通算                                 | 総通算           | 総通算           | 73               | 47               | 1                | 0                | 7                | 3                | 81               | 50               |

## 出演番組
- 石田美穂子のきいたもん勝ち (アール・エフ・ラジオ日本)

## ディスコグラフィー

### シングル
- 『一番星』 (テイチクエンタテインメント、2008年7月2日)
- 『one for ALL』 (インペリアルレコード、2008年10月22日)
- 『ジターバグ』 (インペリアルレコード、2009年4月22日) ※ELLEGARDENの同名曲をカバー。
- 『サヨナラ』 (配信限定シングル、2009年11月28日) ※GAOの同名曲をカバー。
- 『愛...KING』(配信限定シングル、2011年6月1日)
- 『Chance!』(配信限定シングル、2011年7月29日)
- 『ここからすべては始まる』(配信限定EP、2011年12月8日)
- 『チクチク虫』(配信限定シングル、2012年10月19日)
- 『Do It Girls！』(ミニアルバム、2013年4月10日)

### 参加作品
- Rock Love - SHOW-YAアルバム「PROGRESS」（2015年9月30日）、コーラス参加[14]。